# Đoạn liên kết U9 (Tàu điện ngầm München)

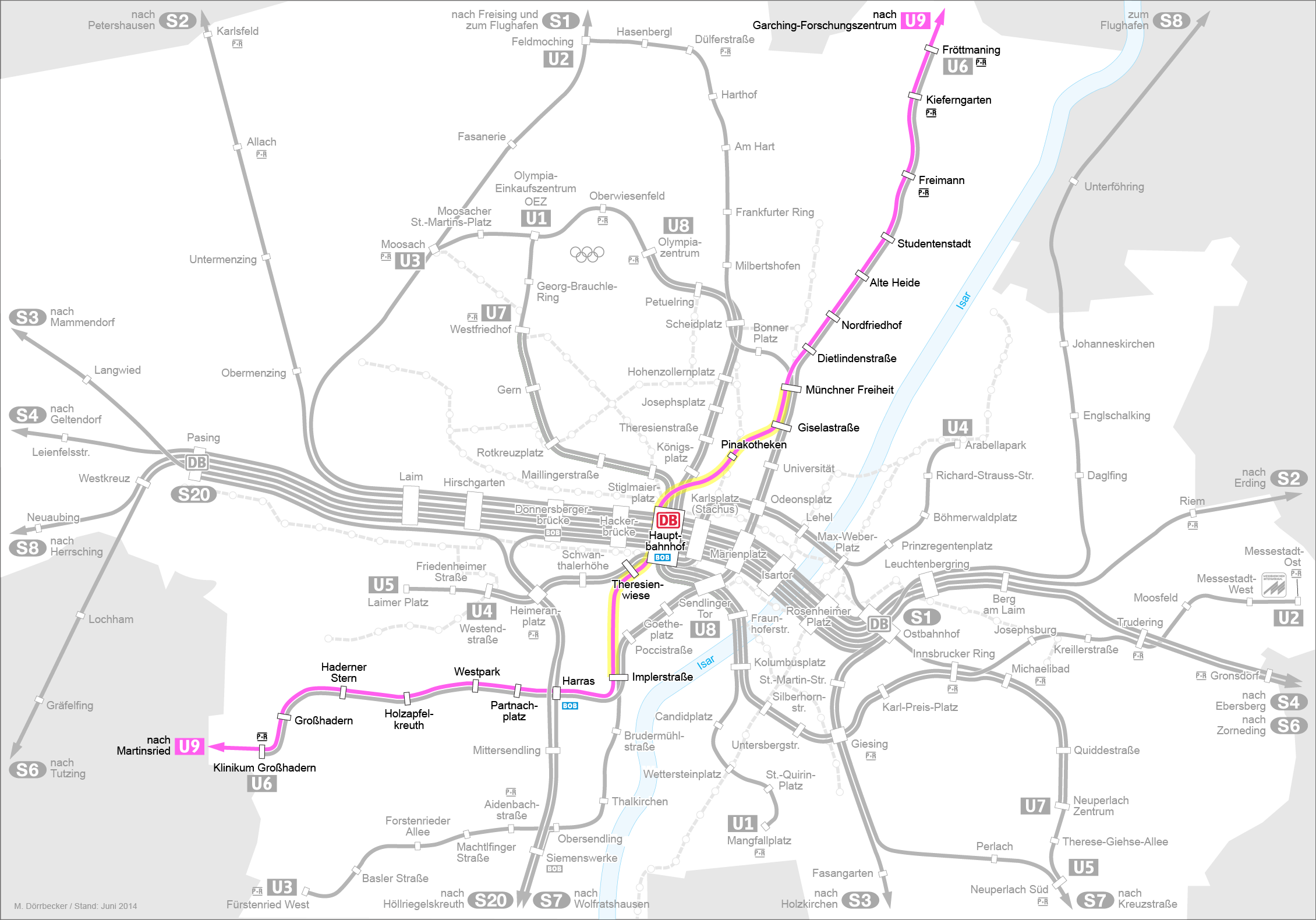
Dự định tuyến đường U9. Đoạn xây thêm được tô nền màu vàng.

Đoạn liên kết U9 của Tàu điện ngầm München là một phần của mạng lưới Tàu điện ngầm ở thủ phủ München, Bayern đang được hoạch định. Nó chạy theo hướng bắc-nam và chủ yếu nhằm giảm bớt số hành khách từ đoạn chính 1. Nó tách ra ở ga tàu điện ngầm Dietlindenstraße khỏi đoạn chính 1 và chạy sang nhà ga mới Pinakotheken, Hauptbahnhof và Theresienwiese đến Implerstraße, nơi nó lại nhập vào đoạn chính 1. Ngoài ra, một kết nối giữa đoạn mới và đoạn chính 2 có thể được thực hiện. Vào ngày 24 tháng 1 năm 2018, Đại hội đồng của Hội đồng thành phố München nhất trí thông qua dự thảo nghị quyết cho kế hoạch tiếp theo của U9. Kết quả của một nghiên cứu khả thi thứ hai theo dự định sẽ được hoàn tất vào cuối năm 2018.

## Bối cảnh
Sau khi số lượng hành khách trên tàu điện ngầm München đã tăng 12,5% từ năm 2007 đến 2010, MVG dự kiến số lượng hành khách sẽ tiếp tục tăng, đặc biệt là khi số lượng cư dân ngày càng tăng theo dự báo cho München và khu vực. Sự phát triển này không thể được bù đắp đủ bằng cách cho chạy tối đa nhiều chuyến hơn. Đặc biệt, các trạm chuyển đổi Sendlinger Tor và Odeonsplatz trên Đoạn chính 1, chỉ có thể mở rộng hạn chế, bị đe dọa bởi tình trạng quá tải.
Một nghiên cứu khả thi cho thấy việc xây dựng một tuyến tàu điện ngầm từ Münchner Freiheit qua Hauptbahnhof đến Implerstraße sẽ có tính khả thi về mặt xây dựng. Cơ quan tài chính thành phố dự đoán chi phí xây dựng sẽ tốn khoảng từ 2,5 đến 3,5 tỷ euro.

## Lịch sử
Ý tưởng về một đoạn tàu điện ngầm giữa các ga Implerstraße và Münchner Freiheit qua Hauptbahnhof và Pinakotheken được đưa ra lần đầu tiên vào năm 2010 bởi Hội đồng thành phố München để xem xét.
Các kế hoạch cụ thể đầu tiên cho U9 đã được công bố vào năm 2014. Họ dự định đoạn mới không còn tách ra tại Münchner Freiheit mà tại ga Giselastraße. Từ đó, tuyến nên chạy qua một trạm tại Pinakotheken và một trạm mới tại Hauptbahnhof, và nhà ga hiện tại Theresienwiese của các tuyến U4, U5 và tại trạm Implerstraße lại nhập vào Đoạn chính 1. Kết nối giữa U9 và trạm U2 Theresienstraße được lên kế hoạch là một chọn lựa. Các biện pháp xây cất mở rộng ra thành bốn tuyến ở các trạm Giselastraße, Theresienwiese và Implerstraße cũng như khoảng đường giữa Giselastraße và Münchner Freiheit đã được hoạch định.

## Tuyến đường
Đoạn liên kết U9 (Tàu điện ngầm München)
|  |  |  |

|  |  |  |

|  |  |  |

|  |  |  |

|  |  |  |

|  |  |  |

|  |  |  |

|  |  |  |

|  |  |  |

|  |  |  |

|  |  |  |

|  |  |  |

|  |  |  |

|  |  |  |

|  |  |  |

|  |  |  |

|  |  |  |

|  |  |  |

|  |  |  |

|  |  |  |

|  |  |  |

|  |  |  |

|  |  |  |

|  |  |  |

|  |  |  |

|  |  |  |

|  |  |  |

|  |  |  |

|  |  |  |

|  |  |  |

|  |  |  |

|  |  |  |

|  |  |  |

|  |  |  |

|  |  |  |

|  |  |  |

|  |  |  |

|  |  |  |

|  |  |  |

|  |  |  |

|  |  |  |

|  |  |  |

|  |  |  |

|  |  |  |

|  |  |  |

|  |  |  |

|  |  |  |

|  |  |  |

Các tuyến tàu điện ngầm trong tương lai theo tình trạng quy hoạch hiện tại. (Tháng 3 năm 2018)

Sau khi xem xét thêm, chính quyền thành phố München trình bày tuyến đường được ưu tiên vào đầu năm 2018. Vì lý do kỹ thuật xây dựng, tuyến đường sẽ rẽ nhánh tại nhà ga Dietlindenstraße. Trạm Elisabethplatz không còn nằm trong kế hoạch nữa. Từ nhà ga Pinakotheken, nằm ở phía tây của trạm xe điện cùng tên, cụ thể là dưới đường Arcisstraße, U9 dẫn đến Hauptbahnhof, tại một nhà ga riêng. Tại Hauptbahnhof, dự án sẽ đòi hỏi điều chỉnh công việc xây dựng Đoạn chính thứ hai (S-Bahn München).
Ở phía nam của Hauptbahnhof, U9 sẽ đi qua một nhà ga mới, Esperantoplatz, nhằm giảm bớt số khách tại nhà ga Theresienwiese trên các tuyến U4 và U5 trong Lễ hội tháng Mười. U9 kết nối với tuyến cũ đến từ ga Marienplatz sẽ được tạo ra tại một nhà ga hoàn toàn mới, nằm ở phía đông của nhà ga Implerstraße. Ở phía nam của nó, các tuyến đường lại tách ra một lần nữa và nhập vào các nhánh phía nam hiện tại của U3 và U6.
Ngoài đoạn chính này còn có một chọn lựa, việc xây dựng một đoạn kết nối với Đoạn chính 2. Điều này được thực hiện bằng cách phân nhánh từ tuyến mới ở phía bắc của Hauptbahnhof và nhập lại tại nhà ga Theresienstraße ở nhánh phía bắc của U2.

## Hoạt động

### U9
Khi sử dụng tuyến mới, tuyến tàu điện ngầm này lấy tên U9. Ở phía bắc, tàu điện ngầm sẽ dùng đoạn U6 chạy đến trạm cuối cùng (Garching-Forschungszentrum), cũng như Trạm Martinsried ở phía nam (hiện vẫn đang trong giai đoạn hoạch định). U6 có thể chạy trên đoạn chính cũ giữa Fröttmaning và Klinikum Großhadern.

### Tuyến tăng cường
Bằng cách giảm số khách mỗi chuyến ở phần trung tâm của đoạn chính 1, một tuyến tăng cường có thể được thực hiện ở đó, nó sẽ kết nối trực tiếp nhánh phía bắc của U2 với Marienplatz (U10):
Nhánh phía bắc U2 - Scheidplatz - Münchner Freiheit - Marienplatz - Implerstraße - U3 nam hoặc U6 nam.
Nếu đoạn kết nối giữa Hauptbahnhof (U9) và Theresienstraße được thực hiện, đoạn này có thể được sử dụng bởi một tuyến tăng cường khác, sẽ kết nối nhánh phía bắc của U2 với nhánh phía nam của Đoạn chính 1 (U12):
U2 Bắc - Scheidplatz - Theresienstraße - nhà ga trung tâm - Theresienwiese - Implerstraße - U3 Nam hoặc U6 Nam
Trong trường hợp này, phần trung tâm của đoạn chính 2 sẽ giảm được một số khách, để có thể chạy một tuyến tương tự như U7 ngày nay (U11):
U1 Nord - Hauptbahnhof - Kolumbusplatz - Vành đai nhà trọ - hướng Neuperlach Süd hoặc Messestadt Ost

## Lợi ích
- Với đoạn chính 1 giữa Münchner Freiheit và Implerstraße, phần đông hành khách nhất trong mạng lưới tàu điện ngầm sẽ được giải tỏa.
- Vì tuyến đường mới giữa Implerstraße và Münchner Freiheit sẽ có ít trạm dừng hơn, thời gian di chuyển ngắn hơn so với tuyến trên Đoạn chính 1.
- Sẽ có những kết nối trực tiếp mới, đặc biệt là từ Hauptbahnhof đến Allianz Arena và trung tâm nghiên cứu ở Garching.
- Công suất cao hơn đạt được tại các trận đấu bóng đá ở Allianz Arena và tại các sự kiện lớn như Lễ hội tháng Mười ở Theresienwiese.